# Zijpe
Zijpe (Seipe) (anhörenⓘ) war eine Gemeinde in der niederländischen Provinz Nordholland mit 11.519 Einwohnern zum Zeitpunkt ihrer Auflösung. Seit dem 1. Januar 2013 gehört sie zur Gemeinde Schagen.

## Orte
Zijpe liegt ca. 58 km nordwestlich von Amsterdam. Das Gemeindehaus befindet sich in Schagerbrug.
Zur ehemaligen Gemeinde gehörten folgende Dörfer: Abbestede, Burgerbrug, Burgervlotbrug,  Callantsoog, De Stolpen, Groote Keeten, Oudesluis, Petten, Schagerbrug, Sint Maartensbrug, Sint Maartensvlotbrug, Sint Maartenszee und 't Zand sowie der Weiler Het Korfwater.
Nachbarorte sind: im Norden Den Helder, Hollands Kroon und Schagen, im Osten Harenkarspel und im Süden Bergen.

## Geschichte
Namenserklärung: Der Name Sijpe bedeutet etwa: Wasserlauf (niederländisch: doorsijpelen, so viel wie durchsickern).
Im Frühmittelalter befand sich hier Land, das dann durch Sturmfluten überschwemmt wurde. Es entstand eine See, die bei jedem Sturm wieder zu überschwemmen drohte. Unter anderem der Maler Jan van Scorel, der aus der Umgebung kam, befürwortete die Trockenlegung der Zijpe-See.
Die Gemeinde Zijpe entstand 1597 durch Einpolderung und wuchs nach der Eingemeindung der vormals selbstständigen Gemeinden Petten (1929) sowie Callantsoog, Abbestede und Groote Keeten (alle 1989 eingemeindet) auf die Größe Ende 2012 an.

## Wirtschaft
Für die Wirtschaft ist nicht nur der Tourismus, sondern auch die Forschung (EURATOM-Versuchsreaktor in Petten) und der Anbau von Blumenzwiebeln von Bedeutung.
Der nächste Bahnhof befindet sich in Schagen.

## Sehenswürdigkeiten
- Orte wie Sint Maartenszee und Callantsoog sind beliebte Ferienziele an der niederländischen Nordseeküste, mit guten Bade- und Freizeitmöglichkeiten.
- Auch liegen die sehenswerten Städte Den Helder und Alkmaar in der Nähe.
- Der Seedeich Hondsbossche Zeewering südlich von Petten: an einer Stelle kann man, stehend auf dem Deich, auf der einen Seite das Meer sehen, auf der anderen Seite ein Naturgebiet, wo zahlreiche Vögel aller Art beobachtet werden können.
- Die Blumenzwiebelnfelder: im Frühjahr
- Die Düne 'Seinpostduin': die höchste Düne Nordhollands  befindet sich in Callantsoog
- Oudesluis hat drei alte Windmühlen, darunter eine aus dem 18. Jahrhundert. Nur von außen zu besichtigen

## Politik

### Sitzverteilung im Gemeinderat
| Partei                                  | Sitze | Sitze | Sitze | Sitze |
| Partei                                  | 1998  | 2002  | 2006  | 2010  |
| --------------------------------------- | ----- | ----- | ----- | ----- |
| Burger Kiesvereniging Zijpe Callantsoog | 5     | 5     | 4     | 4     |
| VVD                                     | 3     | 2     | 2     | 3     |
| CDA                                     | 4     | 5     | 3     | 3     |
| PvdA                                    | 3     | 3     | 4     | 3     |
| Natuurlijk Zijpe                        | —     | —     | 2     | 2     |
| Gesamt                                  | 15    | 15    | 15    | 15    |